# John Hasbrouck van Vleck

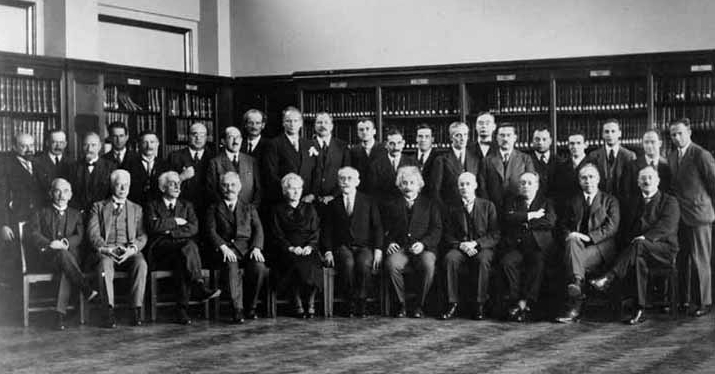
J.H. van Vleck na VI Kongresie Solvaya, poświęconym fizyce (Bruksela 1930)

John Hasbrouck van Vleck (ur. 13 marca 1899 w Middletown, zm. 27 października 1980 w Cambridge) – amerykański fizyk, laureat Nagrody Nobla z fizyki za fundamentalne badania teoretyczne struktury elektronowej układów magnetycznych i nieuporządkowanych.

## Życiorys
Urodził się w Middletown w stanie Connecticut. Na tamtejszym Wesleyan University pracował jego dziadek, astronom John Monroe Van Vleck, i ojciec, matematyk Edward Burr Van Vleck. Od roku 1906 mieszkał w Madison, gdzie jego ojciec objął stanowisko profesora na University of Wisconsin-Madison. Na tej uczelni w roku 1920 John van Vleck ukończył studia. W roku 1922 uzyskał stopień doktora na Harvardzie. 
Pracował na University of Minnesota, University of Wisconsin–Madison oraz na Harvardzie. Zajmował się kwantowymi podstawami magnetyzmu. Był jednym z autorów teorii pola krystalicznego. 
Nagrodę Nobla za fundamentalne badania teoretyczne struktury elektronowej układów magnetycznych i nieuporządkowanych otrzymał w roku 1977 wraz z Philipem Andersonem i Nevillem Mottem.
Był członkiem zagranicznym Królewskiej Holenderskiej Akademii Sztuk i Nauk.

## Wyróżnienia i nagrody
- 1966: National Medal of Science,
- 1974: Medal Lorentza,
- 1977: Nagroda Nobla w dziedzinie fizyki.